# Putzeysia franziskae
Putzeysia franziskae is een slakkensoort uit de familie van de Eucyclidae. De wetenschappelijke naam van de soort is voor het eerst geldig gepubliceerd in 2009 door Engl & Rolán.